# 张客公
张客公（1888年—？），湖南长沙人，曾担任《中央日报》社的编辑部主任，1932年8月6日出任国民政府侨务委员会委员，并担任云南侨务处处长。